# David H. Ingvar
Karl David Eberhard Henschen Ingvar, född 3 februari 1924 i Lund, död 27 september 2000 i Lund, var en svensk läkare och forskare. Han var son till Sven Ingvar, dotterson till Salomon Eberhard Henschen, far till Martin Ingvar och bror till artisten och programledaren Cilla Ingvar samt kusin till Olof Lundhs far.

## Biografi
Ingvar avlade studentexamen 1942, blev medicine kandidat 1945, medicine licentiat 1950, medicine doktor 1954, var docent i klinisk neurofysiologi i Lund 1955–1983 och professor i detta ämne där 1983–1990. Han var amanuens vid medicinsk-kemiska institutionen i Lund 1943–1946, amanuens och underläkare vid neurokirurgiska kliniken i Lund 1947–1951, research fellow vid Montreal Neurological Institute i Kanada 1951–1953, assistent vid avdelningen för neurofysiologi vid Karolinska Institutets Nobelinstitut 1953–1955, forskningsläkare i neuropsykiatri i Lund 1955–1958, biträdande överläkare i Lund 1958–1963, laborator vid Statens medicinska forskningsråd 1963–1965 och överläkare vid klinisk-neurofysiologiska laboratoriet i Lund från 1966. Han var marinläkare av andra graden i Marinläkarkåren 1950–1954 och marinläkare av första graden i nämnda kårs reserv från 1954. Han invaldes som ledamot av Svenska Läkaresällskapets nämnd 1969 och var även ledamot av International Brain Research Organization. 
Ingvar blev känd för allmänheten genom sin medverkan i TV-programmet Fråga Lund på 1960-, 1970- och in på 80-talet. Han medverkade även i radioprogrammet Svar idag i P1. Dessutom medverkade han i Bra Böckers Lexikon främst inom området medicin.
År 1993 gjorde han en mindre roll, i princip som sig själv, i filmen Polis polis potatismos. David H. Ingvar är begravd på Klockarebackens kyrkogård.